# Назаровка (Михайловский район)
Наза́ровка — село в Михайловском районе Алтайского края. Административный центр и единственный населённый пункт Назаровского сельсовета.

## История
Основано в 1886 году. В 1928 году деревня состояла из 196 хозяйств, основное население — украинцы. В административном отношении являлась центром Назаровского сельсовета Михайловского района Славгородского округа Сибирского края. В село переселено население упразднённого в 1951 году села Мавлютовка.

## Население
| 1997 | 1998 | 1999 | 2000 | 2001 | 2002 | 2003 | 2004 | 2005 | 2006 |
| ---- | ---- | ---- | ---- | ---- | ---- | ---- | ---- | ---- | ---- |
| 720  | ↘711 | ↗731 | ↘705 | ↘687 | ↘662 | ↘649 | ↗665 | ↘622 | ↗652 |
| 2007 | 2008 | 2009 | 2010 | 2011 | 2012 | 2013 | 2014 | 2015 | 2016 |
| ↘643 | ↘625 | ↘607 | ↘562 | ↘560 | ↗568 | ↘563 | ↘560 | ↘558 | ↘540 |
| 2017 | 2018 | 2019 | 2020 | 2021 |      |      |      |      |      |
| ↘538 | ↘529 | ↘514 | →514 | ↘511 |      |      |      |      |      |

## Улицы
| - ул. Губина, - ул. Западная, - ул. Ленина, | - ул. Тобольская, - пер. Тракторный, - ул. Целинная. |